# 蒙图略 (埃罗省)
蒙图略（法語：Montoulieu，法語發音：[mɔ̃tuljø]）是法国埃罗省的一个市镇，位于该省东北部，塞文山区，属于洛代沃区。

## 地理
蒙图略（43°55'37"N, 3°47'26"E）面积16.1 平方千米，位于法国奧克西塔尼大區埃罗省，该省份为法国南部沿海省份，南濒地中海，西南接奥德省，西北接塔恩省和阿韦龙省，东北与加尔省接壤。
与蒙图略接壤的市镇（或旧市镇、城区）包括：拉卡迪耶尔和康博、蓬皮尼昂、圣伊波利特迪福尔、费里耶尔莱韦尔里、穆莱斯和博塞勒、圣博济勒德皮图瓦。

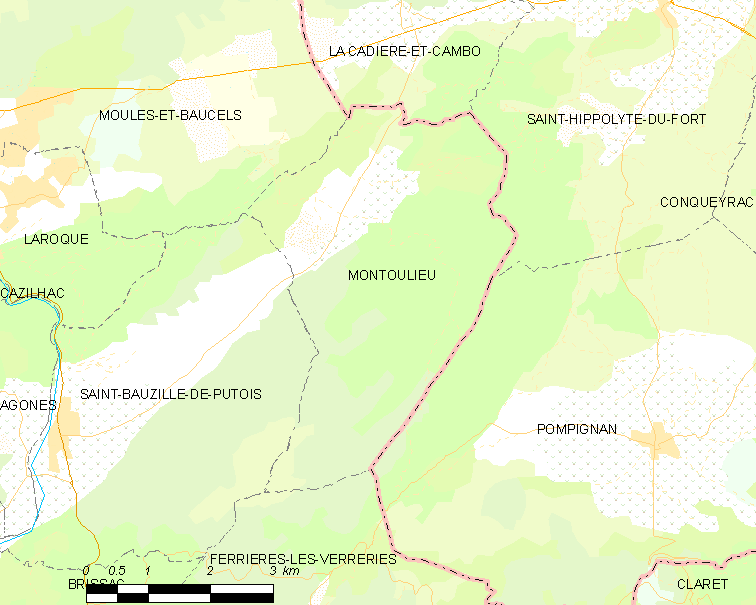
的OSM定位图

蒙图略的时区为UTC+01:00、UTC+02:00（夏令时）。

## 行政
蒙图略的邮政编码为34190，INSEE市镇编码为34171。

## 政治
蒙图略所属的省级选区为洛代沃县。

## 人口

1962-2008年间人口变化图示

蒙图略于2022年1月1日时的人口数量为183人。